# Sortilèges (Mélusine)
 (avril 2017).
Pour les articles homonymes, voir Sortilège.
Sortilèges est le premier album mettant en scène le personnage de Mélusine, sorti en 1995. Les dessins sont de Clarke et le scénario de Gilson.

## Synopsis
Mélusine, une jeune sorcière, est engagée pour faire le ménage dans un château habité par un vampire, sa femme (un fantôme) et Winston, leur majordome, une créature ressemblant à la créature de Frankenstein. En parallèle, elle poursuit ses études de sorcellerie.
L'album est composé de 46 gags d'une page chacun.

## Source
- www.coinbd.com, « Sortilèges » (consulté le 17 août 2008)
- www.bedetheque.com, « Mélusine » (consulté le 17 août 2008)